# فارليتي
بلدية فارليتي (بالإسبانية: Farlete) هي بلدية تقع في مقاطعة سرقسطة التابعة لمنطقة أراغون شمال شرق إسبانيا.

## الديموغرافيا
بلغ عدد سكان بلدية فارليتي 435 نسمة عام 2011 (وفقاً للمعهد الوطني الإسباني للإحصاء).
| 468 | 457 | 454 | 443 | 439 | 432 | 435 |